# Anne Franks dagbog
Anne Franks dagbog er den dagbog, Anne Frank skrev under den tyske besættelse af Holland.
Hun fik dagbogen til sin 13-års fødselsdag, den 12. juni 1942, tre uger før hun gik under jorden med sin mor Edith Frank-Holländer, sin far Otto Frank og sin søster Margot Frank. I de to år, hun førte dagbogen, boede hun i skjul i baghuset til Prinsensgracht 263 i Amsterdam (i dag Anne Franks hus) sammen med sin familie og fire andre for at overleve Holocaust.

## To dagbøger - én privat og én skrevet for udgivelse
Frank førte to dagbøger. Den ene var hendes personlige nedtegnelser, kun ment for hendes egne øjne. Men i 1944 hørte hun i radioen, at den hollandske eksilregering ønskede at arkivere og udgive nedtegnelser af mennesker, der levede under tysk besættelse. Hun omskrev derfor sin dagbog med tanke på udgivelse. Denne dagbog kaldte hun Het achterhuis (= Baghuset) og baserede den på sine dagbøger, men i mindre grad udleverende. Hun havde fuldført 215 sider af Baghuset, da familien blev arresteret og sendt i koncentrationslejr, hvor hun, hendes mor og søster døde i 1945. 
Hendes far overlevede krigen og fik overleveret begge dagbogsversioner af Miep Gies og Bep Voskuijl, der havde holdt Frank-familien i skjul. Otto Frank og forlæggeren redigerende de to versioner til én udgave, en kombination af den private dagbog og den omskrevne version med nogle forklarende tillæg. Det var et brud på Anne Franks eget ønske om, at hendes private dagbog skulle forblive privat. Ydermere tillod hendes far sig at fjerne afsnit, som hun selv havde skrevet ind i versionen til udgivelse og afgjort havde ønsket at dele med læserne. 
I en udgave fra 1986 blev der hentydet til nogle sider, der var fjernet. I dag kender man de fem sider, Otto Frank sørgede for at fjerne, hvor hans datter analyserer sine forældres anstrengte ægteskab, sit eget besværlige forhold til moren Edith og forsikrer, at hun skal sørge for at holde dagbogen fra familiens fingre, da den ikke vedkommer dem. "For en forelsket kvinde kan det ikke være nemt at vide, at hun aldrig vil optage førstepladsen i sin mands hjerte, og det vidste mor," skrev Anne. "Vi vidste, at noget manglede, men anede ikke, hvem der havde det," forklarer Bernd Elias, Annes fætter og sidste slægtning i live. De manglende sider blev forlangt udleveret fra Den hollandske stats institut for dokumentation af krigen, som Otto Frank tildelte rettighederne til dagbogen. 
Otto Frank indrømmede, at hans datters dagbog fik ham til at føle, at han "ikke havde kendt hende"; men det forhindrede ham ikke i at ændre hendes dagbog før udgivelse - og ovenikøbet godkende en plan, der yderligere forfalskede den. Især oversættelsen til tysk blev censureret. Hvor Anne Frank har skrevet fra livet i baghuset, at "kun civiliserede folkeslags sprog måtte tales, så ikke tysk", var i Anneliese Schütz’ oversættelse til tysk blevet til Alle Kultursprachen ... aber leise! (= Alle kultursprog – men stille!) "Heltemod i krig og overfor tyskerne" var ændret til "Heltemod i krig og i kampen mod undertrykkelse". Schütz anførte, at en bog, der skal udgives i Tyskland, ikke kan nedgøre tyskere. Så udsagnet "Der findes intet værre fjendskab end mellem tyskere og jøder" var i Schütz' oversættelse blevet til: "Der er intet større fjendskab i verden end mellem disse tyskere og jøder." Otto Frank godtog den sidstnævnte ændring, fordi – sagde han – det var det, hans datter virkelig havde ment: Hun "skar ikke alle tyskere over én kam. For selv i de tider havde vi mange gode venner blandt tyskere." Men denne bekvemme tilpasning er Otto Franks alene; den findes ikke i dagbogen. 

## Pseudonymer
Med tanke på udgivelse efter krigen skrev Anne Frank en liste over pseudonymer. Hun ville kalde sig selv Anne Aulis Robin og søsteren Margot Betty Aulis Robin. Hendes far besluttede at beholde pseudonymerne for de andre i baghuset, samt hjælperne.

## Udgivelser
Otto Franks version af datterens dagbog udkom i 1947. Senere er den oversat til 55 sprog, sat op som teaterstykke og filmatiseret flere gange.
Dagbogen findes i forskellige udgaver i forskellig oversætter på dansk af henholdsvis Hedda Løvland og Birte Carlé.
Den blev i januar 2010 forbudt i en skole i Culpeper County i Virginia i USA, hvor alle eksemplarer af bogen blev fjernet på grund af "seksuelt eksplicitte" emner.